# V.90
V.90 ist ein von der ITU empfohlenes Datenübertragungsverfahren für 56-kbit/s-Telefonmodems.

## Funktionsprinzip
Im analogen Telefonnetz, in dem die Übertragungsbandbreite auf 3,1 kHz begrenzt ist, ist nach dem Nyquist-Shannon-Abtasttheorem und dem Shannon-Hartley-Gesetz die maximale Datenübertragungsrate (Kanalkapazität) bei üblicher Leitungsqualität auf 30 bis 40 kbit/s begrenzt (Standard ITU V.34+ bei 33,6 kbit/s).
Da im heutigen Telefonnetz auf Fernleitungen, bzw. zwischen zwei Vermittlungsstellen, die Telefonverbindungen fast durchweg digital übertragen werden, findet zwischen zwei Telefonmodems keine echte, also durchgehend analoge Datenübertragung mehr statt. Auf dem Weg von einem PC über Modem, Vermittlungsstelle und umgekehrt werden die Daten mindestens je zweimal von digitalen in analoge und wieder von analogen in digitale Signale gewandelt.
Für V.90 muss das vom Sender verwendete V.90-Hostmodem über eine digitale Anbindung verfügen und das von diesem erzeugte PCM-Digitalsignal muss exakt einmal einen Digital-Analog-Umsetzer durchlaufen (in der Regel durch die Teilnehmerschaltung in der digitalen Vermittlungsstelle, an die der Empfänger angebunden ist), wobei die erzeugten analogen Daten vom Umsetzer im Netztakt eingespeist werden, wodurch unidirektional eine höhere Übertragungsgeschwindigkeit ermöglicht wird.
Die handelsüblichen V.90-Clientmodems zum teilnehmerseitigen Anschluss an analoge Anschlüsse beherrschen ausschließlich den Empfang der V.90-kodierten Signale; in Senderichtung verwenden sie die herkömmlichen analogen Modulationsverfahren wie V.34/V.34+/V.34bis mit max. 33,6 kbit/s.
Die Übertragungsrate im digitalen Telefonnetz in Nordamerika ist (im Gegensatz zu den in Europa üblichen 64 kbit/s) auf 56 kbit/s spezifiziert. Daher wurde der Standard für 56k-Modems auf dieselbe maximale Rate definiert. Da zusätzliche Modulations-Informationen übertragen werden müssen, sind allerdings auch hier nicht mehr als 56 kbit/s möglich. Außerdem wird in manchen digitalen Netzen das niederstwertige (achte) Bit sporadisch für Zwecke des Netzbetreibers verwendet. Dies fällt in Telefongesprächen nicht auf, macht aber die Nutzung aller acht Bit für die Datenübertragung unmöglich. Daher 56k aus 8 kBd Abtastrate und 7 nutzbare Bit pro PCM-Symbol (eigentlich Sprachsample).
Ist die Dämpfung der Telefonleitung zwischen Clientmodem und Digital-Analog-Umsetzer zu stark, wird das Signal verfälscht, und es kommt zu Datenfehlern. Deshalb wird bei der Verbindungsaufnahme zwischen Modem und digitaler Vermittlungsstelle ausgehandelt, wie viele Bits pro Symbol fehlerfrei kodiert werden können. Ändern sich die Leitungsbedingungen während einer bestehenden Verbindung, wird die Modulation erneut ausgehandelt (Retrain). Üblicherweise liegt die erreichbare Geschwindigkeit zwischen 40 und 50 kbit/s. Auf einer mangelhaften oder sehr stark gedämpften, langen analogen Leitungsstrecke kann die über die PCM-Kodierung erreichbare Datenrate auf 33,6 kbit/s oder darunter limitiert sein, V.90 nützt hier nichts. An über Multiplexer-Anschlussleitungen geschalteten Analoganschlüssen funktioniert V.90 meist nicht.

## Verbreitung
Die vorherrschende Anwendung von V.90-Telefonmodem-Verbindungen war die Verbindung von analogen Teilnehmeranschlüssen mittels V.90-Clientmodems zu digitalen V.90-Einwahlknoten von Dialin-Internetzugangsanbietern.
Bei Privatkunden war die digitale Anbindung ans Telefonnetz nur bei ISDN-Anschlüssen gegeben. Da daran betreibbare V.90-Hostmodems relativ teuer waren, ISDN bessere volldigitale Übertragungsverfahren zwischen zwei ISDN-Anschlüssen bot und ISDN in vielen europäischen Staaten weit verbreitet war, wurde zur Datenfernübertragung mittels direkter Telefonverbindung zwischen Privatkunden in Europa meist ISDN eingesetzt.

## V.92
Der Standard V.92 erhöht die theoretisch mögliche Sendegeschwindigkeit des teilnehmerseitigen Clientmodems auf 48 kbit/s (mittels PCM Upstream). Hierbei wird, wie bereits bei der V.90-Verbindung vom Host- zum Clientmodem, die PCM-Kodierung im Netztakt nutzbar gemacht – die gleichzeitige Nutzung der PCM-Kodierung sowohl in Sende- als auch Empfangsrichtung ist jedoch technisch nicht möglich. Bei aktivem PCM-Upstream wird daher die Modulation in Empfangsrichtung des Clientmodems auf herkömmliche analoge Modulationsverfahren umgeschaltet. Die Umschaltung der PCM-Kodierung zwischen Sende- und Empfangsrichtung erfolgt dabei dynamisch nach aktueller Auslastung des Sende- und Empfangskanals.
Des Weiteren wird durch V.92 die zum Einwählen (Handshake) benötigte Zeit verkürzt (Quickconnect); schließlich wurde mit V.92 auch ein gegenüber dem Vorgängerverfahren V.42bis verbesserter Kompressionsstandard V.44 geschaffen, sowie die Möglichkeit des Haltens einer V.92-Modemverbindung während der Teilnehmer eine anklopfende Verbindung beantwortet implementiert. Die Erkennung des Anklopfens funktioniert zwar mit den meisten neueren Modems, das Halten der Verbindung wird jedoch von keinem namhaften Dial-In-ISP in Deutschland unterstützt.
Die meisten Dialin-Backbone-Betreiber in Deutschland hatten V.92 nicht implementiert; Ausnahmen waren die Dialin-Backbones von BT und der Freenet AG, bei denen einzelne V.92-Funktionen wie Quickconnect und die V.44-Kompression implementiert waren. PCM-Upstream wurde in Deutschland nicht angeboten. Die reine Anklopf-Erkennung bedarf keiner Umsetzung durch den ISP, sondern funktioniert mit jedem entsprechenden V.92-Modem, das diese Funktion eingebaut hat.

## Geschichte
Vorläufer von V.90 waren die Übertragungsverfahren X2 von 3Com/US Robotics und K56flex (auch K56+ genannt) von Rockwell. Beide Verfahren kamen etwa zur gleichen Zeit auf den Markt, waren jedoch nicht zueinander kompatibel. 1998 wurden diese zum gemeinsamen Standard V.90 weiterentwickelt.